# KAMIKAWA・士別サムライブレイズの選手一覧
KAMIKAWA・士別サムライブレイズの選手一覧（かみかわ・しべつサムライブレイズのせんしゅいちらん）は、北海道フロンティアリーグのKAMIKAWA・士別サムライブレイズに所属する選手・指導者、およびかつて所属した主な選手（2021年は北海道ベースボールリーグ、2022年シーズンまでは「士別サムライブレイズ」）の一覧である。

## 現役選手・スタッフ

### 監督・コーチ
| 名前     | 背番号 | 役職 | 備考 |
| -------- | ------ | ---- | ---- |
| 本西厚博 | 78     | 監督 |      |

### 投手
| 名前                 | 背番号 | 投打 | 備考           |
| -------------------- | ------ | ---- | -------------- |
| 細川悠哉             | 1      | 左左 | 2025年度新入団 |
| 嵯峨根統真           | 11     | 右右 | 2025年度新入団 |
| 森宗一郎             | 16     | 左左 | 2025年度新入団 |
| 田邉豪               | 17     | 左左 |                |
| 松下大悟             | 19     | 右両 |                |
| 家接光輝             | 21     | 左左 | 2025年度新入団 |
| 藤本大翔             | 23     | 右左 | 2025年度新入団 |
| 田中義貴             | 25     | 右右 | 2025年度新入団 |
| エンリケ・カルタ     | 30     | 右右 | 2025年度新入団 |
| 江口駿希             | 41     | 右右 | 2025年度新入団 |
| ジャスティン・ロペス | 45     | 右両 | 2025年度新入団 |
| 三浦弦氣             | 48     | 右右 | 2025年度新入団 |
| アルビン・エレラ     | 56     | 右右 | 2025年度新入団 |

### 捕手
| 名前                         | 背番号 | 投打 | 備考           |
| ---------------------------- | ------ | ---- | -------------- |
| 西島雅藤                     | 20     | 右右 | 2025年度新入団 |
| クリスチャン・プヨルゲノッサ | 24     | 右右 | 2025年度新入団 |

### 内野手
| 名前           | 背番号 | 投打 | 備考           |
| -------------- | ------ | ---- | -------------- |
| 七戸彪太朗     | 0      | 右右 |                |
| 山口航汰       | 2      | 右右 |                |
| 鈴木舟太       | 4      | 右右 | 2025年度新入団 |
| 宮本史恩       | 5      | 右右 | 2025年度新入団 |
| 今津辰吾       | 6      | 右左 | 2025年度新入団 |
| ルーク・チャン | 44     | 右左 | 2025年度新入団 |
| 河田岳晴       | 55     | 右右 | 2025年度新入団 |

### 外野手
| 名前                 | 背番号 | 投打 | 備考                              |
| -------------------- | ------ | ---- | --------------------------------- |
| 阿部巧               | 00     | 右右 | 臨時コーチ兼任                    |
| 平田翔大             | 8      | 右右 | 2025年度新入団                    |
| ジョム・バルデラマ   | 9      | 右右 | 2025年度新入団                    |
| 今野尋斗             | 13     | 右右 |                                   |
| デイビッド・ブラント | 22     | 右右 | 2025年度新入団                    |
| 津久井快             | 34     | 右左 | 2025年度新入団                    |
| 工藤琉人             | 68     | 右左 | 2025年度新入団                    |
| ハビエル・バティスタ | 95     | 右右 | 2025年度新入団 元・広島東洋カープ |

## 過去に在籍した主な選手
- 新垣勇人 - 元・北海道日本ハムファイターズ、スペシャルアドバイザーを務めた2023年に1日だけ出場、2024年シーズンよりスポットアドバイザー。
- 小野真悟 - コーチ兼任、2024年シーズンは専任監督。
- 甘露寺仁房
- G.G.佐藤 - 元・千葉ロッテマリーンズ、2023年に2日間だけ出場
- 白村明弘 - 元・北海道日本ハムファイターズ、2023年に2日間だけ出場
- ジョニー・セリス - ヘッドコーチ兼任
- トニ・ブランコ - 球団から兼任監督就任が発表されたが、来日せず契約解除となった。
- 中村和希 - 元・東北楽天ゴールデンイーグルス
- 中村勝 - 監督兼任、元・オリックス・バファローズ
- 広畑塁 - コーチ兼任、元・読売ジャイアンツ

## 歴代監督
※2021年は監督未設置。
- トニ・ブランコ （2022年、来日前に契約解除）
- ラルフ・ブライアント （2022年）
- 中村勝（2023年）
- 小野真悟（2024年）